# 루돌프 제르킨
루돌프 제르킨(Rudolf Serkin, 1903년 3월 28일 ~ 1991년 5월 8일)은 미국의 피아니스트이다.
나치에 쫓겨 미국을 본거지로 활약한 피아니스트이다. 오스트리아-헝가리, 보헤미아 태생으로, 12세 때 빈에서 공개연주회를 가졌고 그 후 부슈, 카잘스, 토스카니니와 협연하였다. 필라델피아의 커티스 음악학교 교수로도 재직하였다. 고전적인 작품을 잘 다루었지만, 미국으로 옮겨간 후로는 다소 취미가 달라졌다. 명연주는 제2차 세계대전 전 연주한 베토벤의 협주곡 <황제>와, 2차 세계대전 후 연주한 바흐의 <3대의 피아노를 위한 협주곡 제2번>가 있다. 아들 피터와도 협연하였다.